# Hyeokgeose de Silla
Hyeokgeose, también conocido por su nombre personal como Bak (Park, Pak). Hyeokgeose, fue el monarca fundador de Silla, uno de los Tres Reinos de Corea También fue el progenitor  de todos los clanes Bak (Park) de Corea.

## Fundación legendaria
El Samguk Sagi y el Samguk Yusa describen la fundación de Silla por Hyeokgeose.
Refugiados de Gojoseon vivían en los valles del actual Gyeongsang, Corea del Sur, en seis pueblos llamaron Yangsan (Hangul:양산촌 Hanja:楊山村), Goheo (Hangul:고허촌 Hanja:高墟村), Jinji (Hangul:진지촌 Hanja:珍支村), Daesu (Hangul:대수촌 Hanja:大樹村), Gari (Hangul:가리촌 Hanja:加利村), y Goya (Hangul:고야촌 Hanja:高耶村).
En 69 a. C., los jefes de las seis jefaturas se reunieron para discutir la formación de un reino y elegir un rey. En el bosque, en un pozo llamado Najeong en Yangsan, una extraña luz brilló en el cielo, y un caballo blanco se inclinó hacia tierra. El jefe Sobeolgong de Goheo descubrió un gran huevo allí. Un chico salió del huevo, y cuando fue bañado, su cuerpo irradió luz, y los pájaros y las bestias bailaron.
Sobeolgong le levantó, y los seis caciques le veneraron. Los jefes le hicieron rey cuando cumplió 13 años . El estado se llamó Seorabeol.
Al devenir rey, se casó con Señora Aryeong, de quien se dijo que había nacido de las costillas de un dragón.
Hyeokgeose es el hijo de Señora Saso, de la familia real china y se mudó a la confederación Jinhan.

## Contexto histórico
Esta leyenda refleja desarrollos en la etapa de la ciudad-estado; los seis caciques representan un grupo libre de refugiados provenientes de Gojoseon. La historia implica la ascendencia del clan Bak sobre los pueblos nativos, y puede indicar el culto al caballo y el culto al Sol.
La fecha de fundación es ampliamente cuestionada hoy, ya que el Samguk Sagi fue escrito desde el punto de vista de Silla, reclamando la superioridad y antigüedad de Silla sobre Goguryeo y Baekje. Según esta tradición, Silla se habría fundado primero, seguida por Goguryeo, y luego Baekje. Sin embargo, la evidencia arqueológica pinta un cuadro diferente, y se conjetura que Goguryeo es el más viejo de los tres reinos, con Silla desarrollándose al mismo tiempo que Baekje o algo después.[cita requerida]

## Reinado
Según el Samguk Sagi, Hyeokgeose y su reina viajaron por el reino en 41 a. C., ayudando a la gente a mejorar sus cosechas. El pueblo les alabó llamándoles: «los Dos Santos» (Hangul:이성 Hanja:二聖).
En 37 a. C. Hyeokgeose construyó Geumseong (Hangul:금성 Hanja:金城) como capital (hoy Gyeongju), y en 32 a. C. mandó edificar en ella el palacio real.
La comandancia china de Lelang invadió en el año 28 a. C., pero al ver que la gente disfrutaba de montones de grano y no cerraba sus puertas por la noche, llamó a Silla una nación moral y se retiró.
En 20 a. C., el rey del Mahan reclamó tributo. Silla envió como emisario a Hogong, un ministro suyo. Sin embargo, el rey se molestó de que Silla enviara a un emisario y no el tributo. Hogong criticó la descortesía del rey, quien intentó matarle, pero sus subordinados le detuvieron y se le permitió regresar a Silla.
En 20 a. C., Hyeokgeose envió un emisario por la muerte del rey de Mahan. 

## Muerte y sucesión
Hyeokgeose gobernó alrededor de 60 años, y sentó las bases de un reino que unificaría la mayoría de la Península de Corea en 668. Hyeokgeose mantuvo control sobre su reino y fue uno de los pocos gobernantes Park que ostentó poder completo sobre Silla. Murió a los 73, y fue enterrado en Sareung, al norte de Dameomsa (del sur de Namcheon). Hyeokgeose fue sucedido por su hijo mayor Namhae.

## Legado
Aunque no se sabe mucho sobre Hyeokgeose, sus muchos legados y los recordatorios sobreviven hasta el día de hoy. Uno de ellos es el de sus numerosos descendientes, los clanes de Park de Corea, los cuales son considerados el tercer grupo más numeroso de personas con un apellido común. Otro legado era el reino  que  estableció. A pesar del hecho que sus descendientes perdieron finalmente el poder sobre Silla, el hecho de ser su fundador ha permanecido como merecedor del más alto respeto y consideración.